# Lines Ridge
Lines Ridge ist ein schmaler, durchbrochener und etwa 17 km langer Gebirgskamm im ostantarktischen Mac-Robertson-Land. Er ragt am nördlichen Ende des Mawson Escarpment auf.
Luftaufnahmen der Australian National Antarctic Research Expeditions aus den Jahren 1956, 1960 und 1973 dienten ihrer Karierung. Das Antarctic Names Committee of Australia benannte ihn 1973 nach John Dunstan Lines (1920–1921), stellvertretender Direktor der Australian Division of National Mapping.